# Яффська угода (1229)
Яффська угода 1229 року — договір, укладений мж імператором Священної Римської імперії Фрідріхом II та  айюбідським султаном Єгипту Аль-Камілєм 18 лютого 1229 року. За цією угодою місто Єрусалим та деякі інші територій в Палестині мирним шляхом передавались Єрусалимському королівству, королем якого на той час був малолітній син Фрідріха Конрад. Угода завершила Шостий хрестовий похід.
Переговори тривали з вересня 1228 по лютий 1229 року. Два суверени не зустрічалися особисто, але обмінялися посланцями у своїх відповідних таборах. Табір Фрідріха спочатку перебував у Акрі, а згодом у Яффі, а ставка Аль-Каміля у Наблусі і пізніше у Тель-аль-Аджулі. У зв'язку із чутливістю своєї тематики як для хрестоносців, так і для мусульман, переговори велися переважно таємно, щоб уникнути непотрібного розголосу. Вони супроводжувалися обміном подарунками, розвагами та спільними участями в наукових диспутах. Одночасно Аль-Каміль вів переговори зі своїм братом Аль-Ашрафом про перерозподіл земель Айюбідів на Близькому Сході.
Оригінальний текст угоди не зберігся. Його умови відомі лише з описів у різних християнських і мусульманських джерелах, які загалом співпадають між собою. Султан передавав християнам замок Торон і місто Єрусалим з Вифлеємом і територією, що з'єднує його з рештою королівства. Він також визнав за християнами Назарет і Сідон. Мусульманські святині в Єрусалимі на Храмовій горі (Харам аш-Шаріф), мали залишилитись під контролем мусульман, але християнам надаввався до них вільний доступ. Хоча християнські звіти стверджують, що Фрідріх мав право відновити укріплення Єрусалиму, мусульманські джерела це заперечують.
Договір був розцінений як катастрофа в мусульманському світі і був не набагато краще прийнятий у світі християнському. Володіння Єрусалимом мало релігійне, а не військове значення, а сам Єрусалим на той час був позбавлений міських укріплень.

## Передумови

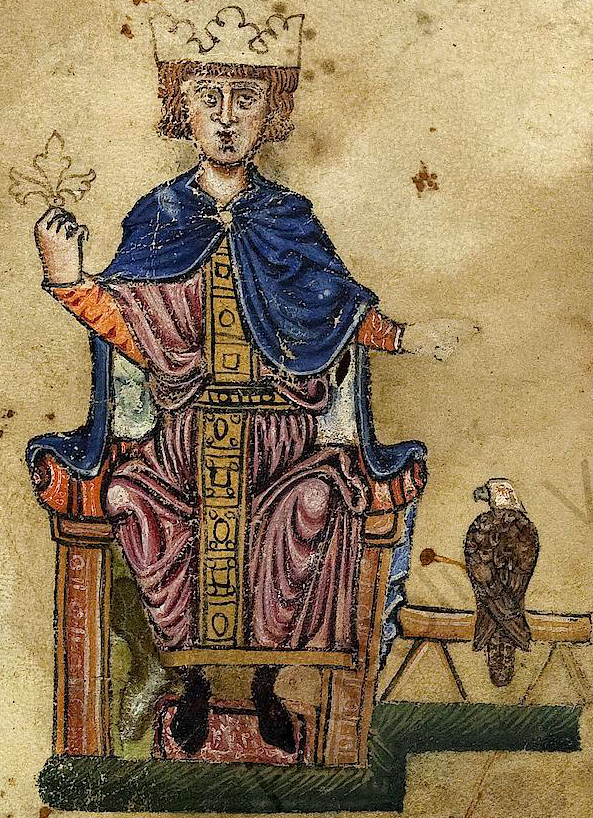
Фрідріх II, мініатюра 1240-х років

Фрідріх II встановив дипломатичні контакти з Аюбідами ще тоді, коли дав обітницю піти в хрестовий похід. У 1215 і знову в 1220 роках під час королівської та імператорської коронацій він дав обітницю хрестоносця. У квітні 1213 року папа Інокентій III оголосив новий хрестовий похід, який отримав назву П'ятого хрестового походу. Ще в 1213 (або, можливо, в 1217) Фрідріх відправив дипломатичного посланника, Іоанна Сікала, до дворів Айюбідів у Каїрі та Дамаску. У той час султаном Айюбідів був Аль-Аділь I, який правив у Єгипті разом зі своїм сином Аль-Камілем, а його інший син, Аль-Муаззам, правив у Дамаску.
Відповідно до «Історії патріархів Александрії», в 1227 році Фрідріх II і Аль-Каміль обмінялися трьома посольствами. Фрідріх вперше надіслав посланців до Єгипту в 1227 році. Коли вони повернулися на Сицилію, з ними прибув посланець Аль-Каміля, Фахр ад-Діна. Потім друге посольство від Фрідріха слідувало за посланцем Аль-Каміля додому, куди вони прибули у вересні чи жовтні 1227 року. Серед посланців Фрідріха був архієписком Бернардо ді Кастанья. Томас I Аквінський, який був посланий у липні або серпні, приєднався до посольства в Єгипті. Потім він відправився з Каїра в Дамаск, щоб зустрітися з Аль-Муаззамом. Арабські хроніки загалом сходяться на тому, що Аль-Каміль шукав військової допомоги Фрідріха проти союзу свого брата Аль-Муаззама з хорезмійцями. Вони погоджуються, що він запропонував Фрідріху території в Палестині в обмін на цю допомогу. Ібн Васіл, Аль-Макін, Абу аль-Фіда та Ібн Халдун кажуть, що він пропонував йому Єрусалим, але Аль-Макрізі каже, що він пропонував лише деякі прибережні території. Посланці Фрідріха зустрілися з Аль-Муаззамом, щоб вимагати повернення земель, завойованих його дядьком Салах ад-Діном, але їх сприйняли холодно. Берардо ді Кастанья повернувся на Сицилію з подарунками від Аль-Каміля в січні 1228 року.
Незабаром після того, як імператорське посольство покинуло Дамаск, Аль-Муаззам помер, залишивши дванадцятирічного спадкоємця, Аль-Насіра Дауда, який звернувся до іншого дядька, Аль-Ашрафа по допомогу проти Аль-Каміля, який пішов на північ до Наблуса з метою взяти під контроль землі свого покійного брата. Це дозволило йому контролювати Єрусалим, але сімейна суперечка ще не була вирішена, коли Шостий хрестовий похід висадився в Сирії.
Напередодні його хрестового походу дружина Фрідріха, єрусалимська королева Ізабелла II, померла при родах, залишивши їх новонародженого сина Конрада, королем Єрусалиму з Фрідріхом, колишнім королем-консортом в якості регента.

## Переговори

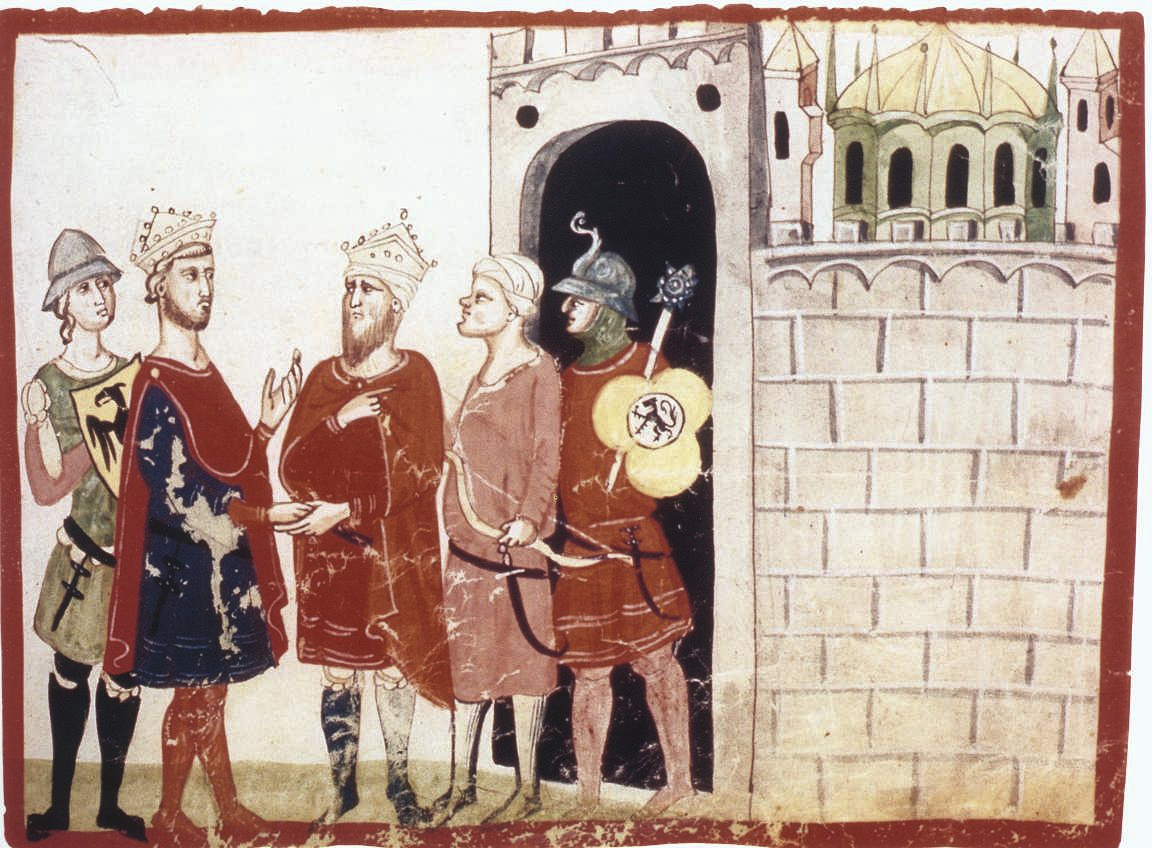
Зустріч Фрідріха із аль-Камілем.«Nuova Cronica», Biblioteca Vaticana, ms. Chigiano L VIII 296, f. 75. Джованні Віллані, XIV століття

Фрідріх II вирушив у хрестовий похід 28 червня 1228 року і 7 вересня прибув до Акри, що на той момент була столицею Єрусалимського королівства. Фрідріх негайно відправив до Аль-Каміля посольство, до складу якого входили Томас Аквінський та Баліан Сідонський. Вони прибули з подарунками до султанського табору в Наблусі на початку жовтня. З Наблуса Аль-Каміль надіслав йому подарунки перед тим, як перенести свій табір на південь до Телль-аль-Аджула. Томас і Баліан повернулися до Наблуса лише для того, щоб отримати інформацію про те, що султан рушив на південь. Потім Фрідріх переніс свій табір на південь до Яффо. Після цього посланці переміщувались між двома цими таборами. Головним учасником переговорів зі сторони Аль-Каміля був Фахр ад-Дін, якому допомагали Шамс ад-Дін і Салах ад-Дін аль-Ірбілі.
Початковою вимогою Фрідріха до Аль-Каміля було виконання даної минулого року обіцянки про передачу Єрусалима. Султан, запросивши Фрідріха до Сирії, не міг від цього легко відмовитися. Переговори здебільшого трималися в секреті. Фрідріх міг безпосередньо спілкуватися з Фахр ад-Діном арабською мовою. Деякі аспекти переговорів викликали скандал у сучасників. За словами Роджера Вендоверського, він забезпечив «християнських танцювальниць» для розваг і спільного проживання з мусульманськими посланцями. Єрусалимський патріарх Герольд писав, що султан послав до Фрідріха «танцівниць і жонглерів... з поганою славою».
Поки тривали переговори, Фредерік надсилав Аль-Камілю запитання з філософії, геометрії та математики, щоб перевірити, чи зможуть його вчені дати на них відповіді. Серед вчених, яких султан використовував у цьому обміні, за словами Ібн Васіля, був Алам ад-Дін Кайсар. За словами Ібн Наіфа, коли Фрідріх попросив зустрічі з шановним астрономом, султан послав йому Алам ад-Діна.

Під час усіх цих переговорів позиція Фрідріха, з самого початку ослаблена його статусом особи, відлученої від церкви, була ще більше послаблена папою Григорієм IX, який поки тривали переговори почав вторгнення на королівство Фрідріха в Сицилії. Крім того, його армії було недостатньо, щоб взяти й утримати Єрусалим силою. Лист арабською мовою, який нібито надіслав Фрідріх до Аль-Каміля (хоча його автентичність сумнівна) говорить:
Ти повинен знати, що я найвищий серед усіх князів Заходу. Це ти змусив мене сюди прийти. Королі й папа знають про мій похід і якщо я повернуся, нічого не отримавши, я втрачу всяку повагу в їхніх очах. Зрештою, хіба місто Єрусалим не є місцем зародження християнської релігії? Хіба ви його не знищили? Зараз воно перебуває в гострій ніжденності. Поверніть мені його в тому стані, в якому воно є, щоб, повернувшись додому, я міг підняти голову серед королів. Я заздалегідь відмовляюся від усіх переваг, які я міг би отримати від цього.
За словами Аль-Макрізі, султан нарешті погодився на умови, оскільки без угоди з Фрідріхом він не зміг би виконати умови своєї угоди з Аль-Ашрафом, що вимагало б облоги Дамаска. Проект угоди був досягнутий переговорними групами 11 лютого 1229 року (15 рабі-аль-авваль 626 року за ісламським календарем). Остаточний варіант був прийнятий суверенами 18 лютого (22 рабі-аль-авваль).

## Угода в Тель-аль-Аджулі між Аюбідами
Переговори з посланцями Фрідріха були не єдиними, що відбувалися в Тель-аль-Аджулі. 10 листопада 1228 року  до табору султана прибув Аль-Ашраф, нібито щоб не дати йому поступитися територією хрестоносцям, але насправді щоб домовитися про майбутнє Дамаска та всіх земель Айюбідів на Близькому Сході. Переговори тривали щонайменше два місяці, але були завершені до остаточної домовленості з Фрідріхом. За угодою братів, Дамаск і його залежні території мали відійти до Аль-Ашрафа. Це включало південний Ліван, гору Гермон, хребет Антиліван, Хавран, Джабаль-аль-Дуруз і Галілею. Решта Палестини та Трансйорданії мали відійти до Аль-Каміля. За втрату Дамаска ан-Насір мав отримати компенсацією у вигляді регіону Діяр Мударом (верхня Месапотамія), куди входили міста Едеса, Харран, Ракка та Раас-аль-Айн, що раніше належали Аль-Ашрафу. Крім того, Аль-Азіз Усман мав отримати Баальбек, Аль-Муаффар Махмуд мав отримати Хаму, Баарін і Марат аль-Нуман, а Аль-Муджахід ібн Ширкух мав отримати Саламію.

## Умови договору

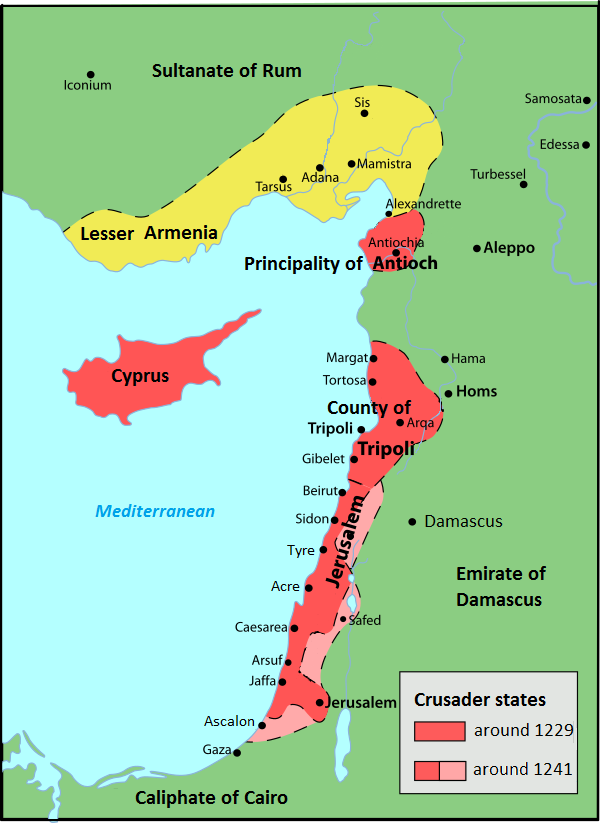
Карта держав хрестоносців після Яффської угоди 1229 року

Повна копія угоди не збереглася. ЇЇ умови можна уявити з фрагментів і описів у різних християнських і мусульманських джерелах, які не завжи співпадають між собою. Основними мусульманськими джерелами є «Ат-Таріх» Ібн Абі аль-Дама, «Аль-Каміль фі аль-Таріх» Ібн аль-Атіра, «Муфаррідж» Ібн Васіла та «Зубда» Камала аль-Діна ібн аль-Адіма. Основними християнськими джерелами є листи патріарха Герольда, тевтонського магістра Германа фон Зальца та самого імператора Фрідріха до свого шурина, короля Англії Генріха III. Остання включена в хроніку Роджера Вендоверського.
Згідно з умовами договору, місто Єрусалим було передано імператору разом з територіальним коридором, що з'єднував його з прибережними володіннями королівства та Акрою. Храмова гора (Харам аш-Шаріф) у місті мала залишатися в руках мусульман з мусульманським гарнізоном і каді (суддею), але як християни, так і мусульманські паломники мали мати доступ до цього місця та право молитися там. Всі інші мусульмани в Єрусалимі повинні були залишити його. Євреї також мали виїхати. Християнські джерела стверджують, що Вифлеєм і земля між ним і Єрусалимом також були передані Фрідріху, хоча мусульманам мав бути дозволений доступ до цього міста. Відомості про це не зустрічаються в мусульманських джерелах, які, можливо, просто вважали Вифлеєм підпорядкованим Єрусалиму. Вони вказують, що села в околицях Єрусалиму, включно з Хевроном, мали залишатися під управлінням мусульманського правителя (валі), резиденція якого була в Аль-Бірі.
Договір визнав за християнами володіння Акрою, Яффо, Назаретом, Сідоном і Тороном. Це були здебільшого міста, які вже були у під владою хрестоносців. Назарет був завойований у 1204 році, а Сідон окупований на початку хрестового походу Фрідріха. Торон, укріплення якого були зруйновані мусульманами, був уступлений як прояв доброї волі. Договір передбачав перемир'я на десять років, п'ять місяців і сорок днів з 24 лютого (28 рабі-аль-авваль). Цей строк перебував в межах максимуму десяти років і десяти місяців, що дозволявся ісламським правом для перемир’я з невірними. Перемир'я зобов'язувало Фрідріха не підтримувати жодних християнських нападів на Аль-Каміля. Він також передбачав обмін полоненими.
Найбільша розбіжність між християнськими та мусульманськими свідченнями стосується того, чи мав Фрідріх право укріплювати Єрусалим.  Стіни Єрусалиму були завчасно розібрані Аль-Муаззамом під час П'ятого хрестового походу в 1219 році. Мусульманські джерела повідомляють, що Фрідріх не збирався їх відновлювати. Однак у своєму листі до Генріха III, Фрідріх стверджує, що йому було дозволено відбудувати місто «в такому ж хорошому стані, яким воно ніколи не було». Можливо, малось на увазі, що стіни міста можна було лише віднремонтувати. Незалежно від прав, наданих Яффським договором, Єрусалим не був укріплений протягом десяти років договору.

## Реалізація
Фрідріх II увійшов до Єрусалиму 17 березня в супроводі каді Наблуса Шамса ад-Діна. Він був коронований у Храмі Гробу Господнього наступного дня. 19 березня, згідно з інструкціями єрусалимського патріарха, архієпископ Петро Кесарійський наклав на Єрусалим інтердикт і закрив його святині, оскільки умови договору про доступ християн до міста були узгоджені особою, відлученою від церкви.
Султан чекав у Талл аль-Аджулі до кінця квітня, як для того, щоб бути поруч під час передачі міста так і для того, щоб чинити тиск на Аль-Ашрафа, якому потрібна була його допомога, щоб взяти Дамаск. Зрештою аль-Ашраф погодився віддати Діяр Мудар Аль-Камілю з Аль-Насіром за компенсацію в Палестині та Трансйорданії.
Вигнання євреїв з Єрусалиму означало фактичний кінець єврейського паломництва, оскільки для євреїв не було місць для проживання. Зрештою це було виправлено завдяки угоді з кількома єврейськими паломниками про те, що в місті міг жити єврейський красильник, таким чином забезпечивши місце для проживання єврейських паломників.

## Реакція
Реакція на договір як у християнському, так і в мусульманському світі була переважно негативною. Через таємничність, в якій велися переговори, навіть родичі Аль-Каміля здебільшого не знали, що він збирався поступитися, поки договір не було оприлюднено. Виняток становив Аль-Ашраф, який прибув у Талл аль-Аджул під час переговорів. Хоча Сібту ібн аль-Джаузі натякає, що Аль-Ашраф був стурбований поступкою Єрусалиму, його заспокоїло придбання Дамаска.

Ібн аль-Асір і Бадр аль-Дін аль-Айні говорять про сильну негативну реакцію, яку викликав Яффський договір у мусульманському світі. Щоб зміцнити свою позицію в обложеному Дамаску, Аль-Насір Дауд наказав Сібту ібн аль-Джаузі прочитати проповідь у Великій мечеті Омеядів, денонсуючи договір і вихваляючи святість Єрусалиму. Громадська думка в мусульманському світі не була готова до втрати Єрусалиму, завоювання якого Салах ад-Діном у 1187 році принесло славу династії Айюбідів. Для Аль-Каміля Єрусалим був водночас незначним у військовому відношенні та неможливим для захисту. Його відбити після закінчення перемир'я було б легко. Він пояснював своє рішення такими словами:
Ми лише поступилися їм деякими церквами та деякими зруйнованими будинками. Священні території, шанована Скеля та всі інші святилища, до яких ми здійснюємо паломництво, залишаються нашими такими, якими вони були; Мусульманські обряди продовжують процвітати, як і раніше, і мусульмани мають свого власного губернатора сільських провінцій і округів.
Хрестоносці з числа прихильників Фрідріха вважали цей договір великим досягненням. Німецький поет Фрейданк, пишучи про повернення Єрусалиму, запитував: «Чого більше можуть бажати грішники / Крім гробу Господнього та славетного хреста?». Інший поет на службі Фрідріха, трубадур Гільєм Фігейра, вихваляв Яффський договір, співаючи, що Фрідріх «приніс почесне, чисте досягнення у Святій Землі, коли він завоював Єрусалим і Аскалон, бо султан уклав з ним добрий і почесний мир ще до того, як в нього полетіли стріли з луків та болти з арбалетів». Але поза колом його власних прихільників, договір Фрідріха розглядався як відмова від ідеалу хрестового походу та ганебний компроміс. Церковна ієрархія та військові ордени, тамплієри та госпітальєри, були обурені умовами, які прийняв Фрідріх. Частково це було тому, що з ними не консультувалися і вони не мали права голосу щодо прийняття договору.

## Визнання Яффської угоди папою
Після повернення з Шостого хрестового походу в Європу, імператор Фрідріх II намагався знайти порозуміння із папою Григорієм IX. Тимчасово йому це вдалося і 9 липня 1230 року вони уклали договір в Сен-Жермано, згідно з яким папа скасував відлучення імператора і визнав Яффську угоду Фрідріха з Аль-Камілем про мирну передачу Єрусалиму хритиянам. 